# Lars Petter Nordhaug
Lars Petter Nordhaug (Lillehammer, 14 mei 1984) is een Noors voormalig wielrenner en mountainbiker. Hij reed voor onder meer Team Sky en Belkin Pro Cycling.
In de wegwedstrijd op de Olympische Spelen in Rio de Janeiro eindigde Nordhaug op plek 48, op twintig minuten van winnaar Greg Van Avermaet.

## Belangrijkste overwinningen
2002
Trofee der Vlaamse Ardennen, Junioren
2005
 Noors kampioen marathon (MTB), Elite
 Noors kampioen op de weg, Beloften
2006
 Noors kampioen op de weg, Elite
2008
 Noors kampioen crosscountry, Elite
2009
5e etappe Ronde van Normandië
3e etappe Ronde van Ierland
2012
Trofeo Deià
3e etappe Ronde van Denemarken
Grote Prijs van Montréal
2013
Bergklassement Arctic Race of Norway
2014
1e etappe Arctic Race of Norway
2015
1e etappe Ronde van Yorkshire
Eind- en puntenklassement Ronde van Yorkshire

## Resultaten in voornaamste wedstrijden
| Jaar | Ronde van Italië | Ronde van Frankrijk | Ronde van Spanje |
| ---- | ---------------- | ------------------- | ---------------- |
| 2008 |                  |                     |                  |
| 2009 |                  |                     |                  |
| 2010 |                  |                     | opgave           |
| 2011 | 91e              |                     |                  |
| 2012 |                  |                     |                  |
| 2013 |                  | 50e                 |                  |
| 2014 |                  |                     |                  |
| 2015 |                  |                     |                  |
| 2016 |                  |                     |                  |
| 2017 |                  |                     |                  |

| Jaar | Milaan-San Remo | Amstel Gold Race | Luik-Bast.‑Luik | Ronde van Lombardije | Waalse Pijl |  | WK op de weg |  | Wereldranglijsten |
| ---- | --------------- | ---------------- | --------------- | -------------------- | ----------- |  | ------------ |  | ----------------- |
| 2008 |                 |                  |                 |                      |             |  | 57e          |  |                   |
| 2009 |                 |                  |                 |                      |             |  | opgave       |  |                   |
| 2010 |                 | 45e              | opgave          | 33e                  | 28e         |  |              |  |                   |
| 2011 |                 | 31e              | 100e            | 60e                  |             |  |              |  |                   |
| 2012 |                 | opgave           | 20e             | 37e                  | 53e         |  | 20e          |  | 41e (UWT)         |
| 2013 | opgave          | 15e              | 15e             | opgave               | 100e        |  | 12e          |  | 150e (UWT)        |
| 2014 | 15e             | 22e              | 37e             | 27e                  | 26e         |  | 37e          |  | 223e (UWT)        |
| 2015 | 105e            | 16e              | 12e             |                      | opgave      |  | opgave       |  |                   |
| 2016 |                 | 29e              | 20e             |                      | 159e        |  |              |  |                   |
| 2017 |                 |                  | opgave          |                      | opgave      |  |              |  |                   |

## Ploegen
- 2005 –  Team Maxbo Bianchi
- 2006 –  Team Maxbo Bianchi
- 2007 –  Team Maxbo Bianchi
- 2008 –  Joker Bianchi
- 2009 –  Joker Bianchi
- 2010 –  Sky Professional Cycling Team
- 2011 –  Sky ProCycling
- 2012 –  Sky ProCycling
- 2013 –  Belkin-Pro Cycling Team [a]
- 2014 –  Belkin-Pro Cycling Team
- 2015 –  Team Sky
- 2016 –  Team Sky
- 2017 –  Aqua Blue Sport

1. ↑  Tot de Ronde van Frankrijk heette de ploeg Blanco-Pro Cycling Team, maar na het aantrekken van Belkin als hoofdsponsor werd de naam veranderd.

Arvesen ·
Augustyn ·
Barry ·
Boasson Hagen ·
Calzati ·
Carlström ·
Cioni ·
Cummings · 
Downing ·
Flecha ·
Froome ·
Gerrans ·
Hayman ·
Henderson ·
Kennaugh ·
Löfkvist ·
Nordhaug ·
Pauwels ·
Portal ·
Possoni ·
Stannard ·
Sutton ·
Swift ·
Thomas ·
Viganò ·
Wiggins
Appollonio ·
Arvesen ·
Augustyn ·
Barry ·
Boasson Hagen ·
Carlström ·
Cioni ·
Cummings · 
Downing ·
Dowsett ·
Flecha ·
Froome ·
Gerrans ·
Hayman ·
Henderson ·
Hunt ·
Kennaugh ·
Knees ·
Löfkvist ·
Nordhaug ·
Pauwels ·
Possoni ·
Rogers ·
Stannard ·
Sutton ·
Swift ·
Thomas ·
Urán ·
Wiggins ·
Zandio ·
Puccio (stagiair)
Appollonio ·
Barry ·
Boasson Hagen ·
Cavendish  ·
Eisel ·
Dowsett ·
Flecha ·
Froome ·
Henao ·
Hayman ·
Hunt ·
Kennaugh ·
Knees ·
Löfkvist ·
Nordhaug ·
Pate ·
Porte ·
Puccio ·
Rogers ·
Rowe ·
Siwtsow ·
Stannard ·
Sutton ·
Swift ·
Thomas ·
Urán ·
Wiggins ·
Zandio ·
Martinelli (stagiair) 
Bobridge · 
Bol · 
Boom ·  
Bos · 
Brown · 
Clement · 
Flens · 
Gárate · 
Gesink · 
Goos ·  
Hofland · 
Kelderman · 
Kruijswijk · 
Leezer · 
Martens · 
Mollema · 
Nordhaug · 
Renshaw ·
Tankink · 
Tanner · 
ten Dam · 
Tjallingii ·  
van Emden · 
van Winden · 
Vanmarcke · 
Wagner · 
Wynants · 
Slik (stagiair)
Bobridge · Bol · Boom ·  Bos · Brown · Clement · Flens · Gárate · Gesink · Goos · Hivert · Hofland · Keizer · Kelderman · Kruijswijk · Leezer · Markus · Martens · Mollema · Nordhaug · Tankink · Tanner · ten Dam · Tjallingii · van der Lijke · van Emden · van Winden · Vanmarcke · Wagner · Wynants · Tusveld (stagiair)
Boswell · Deignan · Earle · Eisel · Fenn · Froome · Seb.Henao · Ser.Henao · Kennaugh · Kiryjenka   · Knees · König · López · Nieve · Nordhaug · Pate · Poels · Porte · Puccio · Roche · Rowe · Siwtsow · Stannard · Sutton · Swift · Thomas · Viviani · Wiggins   (tot 12/04) · Zandio · Geoghegan Hart (stagiair) · Peters (stagiair)
Boswell · Deignan · Fenn · Froome · Gołaś · Seb.Henao · Ser.Henao · Intxausti · Kennaugh · Kiryjenka   · Knees · König · Kwiatkowski · Landa · López · Moscon · Nieve · Nordhaug · Peters · Poels · van Poppel · Puccio · Roche · Rowe · Stannard · Swift · Thomas · Viviani · Zandio · Doull (stagiair)
Blythe · Brammeier · Christian · Denifl · Dunne · Fenn · Gate · Hansen · Howard · Irvine · Koning · Kreder · Nordhaug · Pearson · Warbasse · Watson